# Copa del Rey 1988/89
Die Copa del Rey 1988/89 war die 85. Austragung des spanischen Fußballpokals.
Der Wettbewerb startete am 31. August 1988 und endete mit dem Finale am 30. Juni 1989 im Estadio Vicente Calderón (Madrid). Titelverteidiger des Pokalwettbewerbs war der FC Barcelona. Den Titel gewann Real Madrid durch einen 1:0-Erfolg im Finale gegen Real Valladolid. Da sich Real Madrid in der Saison 1988/89 parallel die Teilnahme am Europapokal der Landesmeister sicherte, fiel der Startplatz für den Europapokal der Pokalsieger 1989/90 Real Valladolid zu.

## Erste Hauptrunde
Die Hinspiele wurden am 31. August, die Rückspiele am 15. September 1988 ausgetragen.
|                          | Gesamt          |                           | Hinspiel | Rückspiel |
| ------------------------ | --------------- | ------------------------- | -------- | --------- |
| CD Olímpic               | 1:3             | CD Alcoyano               | 1:1      | 0:2       |
| CD Mestalla              | 0:1             | CF Gandía                 | 0:0      | 0:1       |
| Cultural Leonesa         | 2:4             | CD Lugo                   | 2:1      | 0:3       |
| CD Ourense               | 2:1             | FC Pontevedra             | 0:1      | 2:0       |
| CD Baskonia              | 3:4             | SD Lemona                 | 1:1      | 2:3       |
| Daimiel CF               | 1:3             | FC Córdoba                | 1:1      | 0:2       |
| CD Bergantiños           | 1:2             | CD Endesa As Pontes       | 1:1      | 0:1       |
| UD Telde                 | 0:5             | CD Teneriffa              | 0:0      | 0:5       |
| CD Teruel                | 1:2             | Levante UD                | 1:1      | 0:1       |
| UP Langreo               | 3:1             | Caudal Deportivo          | 2:1      | 1:0       |
| FC Barcelona Aficionados | 3:4             | FC Andorra                | 2:3      | 1:1       |
| Real Ávila               | 2:2 (?:? i. E.) | CP Cacereño               | 0:0      | 2:2       |
| CD Cieza                 | 1:2             | CD Eldense                | 1:1      | 0:1       |
| Melilla CF               | 5:0             | CD Ronda                  | 5:0      | 0:0       |
| CFJ Mollerussa           | 5:3             | Gimnàstic de Tarragona    | 3:0      | 2:3       |
| Betis Sevilla B          | 2:0             | Sevilla Atlético          | 1:0      | 1:0       |
| CD Júpiter               | 0:4             | CE l’Hospitalet           | 0:1      | 0:3       |
| CD Laredo                | 1:5             | Racing Santander          | 0:0      | 1:5       |
| SD Eibar                 | 3:0             | CA Osasuna                | 2:0      | 1:0       |
| Albacete Balompié        | 1:3             | FC Elche                  | 0:1      | 1:2       |
| AD Ceuta                 | 3:1             | Real Linense              | 2:1      | 1:0       |
| CD Linares               | 2:3             | FC Granada                | 1:1      | 1:2       |
| UD Fraga                 | 1:2             | UE Lleida                 | 0:0      | 1:2       |
| FC Villarreal            | 2:3             | CD Castellón              | 1:1      | 1:2       |
| UD Alzira                | 3:5             | Sporting Mahonés          | 2:1      | 1:4       |
| CP Almería               | 3:4             | Lorca Deportiva           | 2:1      | 1:3       |
| CD Benidorm              | 2:5             | Hércules Alicante         | 2:1      | 0:4       |
| CD Constància            | 1:3             | CD Cala Millor            | 0:0      | 1:3       |
| SD Ponferradina          | 1:3             | UD Salamanca              | 0:1      | 1:2       |
| CD Badajoz               | 0:6             | Recreativo Huelva         | 0:0      | 0:6       |
| FC Girona                | 01:11           | UE Figueres               | 1:6      | 0:5       |
| CD Arnedo                | 3:6             | Real Sociedad B           | 1:2      | 2:4       |
| Real Avilés Industrial   | 1:3             | Real Oviedo               | 1:2      | 0:1       |
| UD Poblense              | 2:4             | CD Atlético Baleares      | 0:1      | 2:3       |
| CA Marbella              | 1:4             | CD Málaga                 | 1:1      | 0:3       |
| CD Plasencia             | 2:4             | Castilla CF               | 2:4      | 0:0       |
| CD Arenteiro             | 2:5             | Deportivo La Coruña       | 2:1      | 0:4       |
| UD Las Palmas Atlético   | 0:3             | CD Maspalomas             | 0:1      | 0:2       |
| CD Rayo Cantabria        | 0:0 (?:? i. E.) | Gimnástica de Torrelavega | 0:0      | 0:0       |
| Atlético Madrileño       | 2:2 (3:2 i. E.) | Rayo Vallecano            | 1:0      | 1:2       |
| FC Getafe                | 1:1 (?:? i. E.) | CD Leganés                | 1:0      | 0:1       |
| UD San Sebastián         | 1:5             | RSD Alcalá                | 1:1      | 0:4       |
| UB Conquense             | 1:4             | AD Parla                  | 1:1      | 0:3       |
| Atlético Sanluqueño      | 0:2             | Deportivo Xerez           | 0:0      | 0:2       |
| CD Aragón                | 3:5             | Real Burgos               | 0:1      | 3:4       |
| FC Terrassa              | 1:2             | FC Barcelona Atlètic      | 1:1      | 0:1       |
| CD Mirandés              | 2:1             | CE Andorra                | 2:0      | 0:1       |
| Cultural de Durango      | 1:3             | Sestao SC                 | 0:2      | 1:1       |
| CD Lalín                 | 3:4             | Arousa SC                 | 2:3      | 1:1       |

- FC Cartagena erhielt ein Freilos.

## Zweite Hauptrunde
Die Hinspiele wurden am 28. September, die Rückspiele am 19. Oktober 1988 ausgetragen.
|                           | Gesamt          |                      | Hinspiel | Rückspiel |
| ------------------------- | --------------- | -------------------- | -------- | --------- |
| Betis Sevilla B           | 1:7             | Recreativo Huelva    | 1:1      | 0:6       |
| CD Endesa As Pontes       | 1:3             | Deportivo La Coruña  | 1:1      | 0:2       |
| SD Lemona                 | 1:4             | Sestao SC            | 0:1      | 1:3       |
| UP Langreo                | 0:8             | Real Oviedo          | 0:4      | 0:4       |
| CE l’Hospitalet           | 1:2             | FC Barcelona Atlétic | 1:1      | 0:1       |
| FC Andorra                | 3:5             | UE Figueres          | 0:3      | 3:2       |
| CD Ourense                | 2:3             | Arousa SC            | 2:1      | 0:2       |
| FC Córdoba                | 5:2             | FC Granada           | 3:1      | 2:1       |
| CF Gandía                 | 2:3             | Sporting Mahonés     | 1:1      | 1:2       |
| Lorca Deportiva           | 0:2             | FC Cartagena         | 0:1      | 0:1       |
| Real Ávila                | 4:2             | Castilla CF          | 4:2      | 0:0       |
| RSD Alcalá                | 4:2             | Atlético Madrileño   | 1:0      | 3:2       |
| AD Parla                  | 0:2             | CD Leganés           | 0:0      | 0:2       |
| Real Sociedad B           | 3:1             | SD Eibar             | 1:0      | 2:1       |
| CFJ Mollerussa            | 1:3             | UE Lleida            | 1:3      | 0:0       |
| Levante UD                | 4:7             | CD Castellón         | 2:1      | 2:6       |
| CD Alcoyano               | 1:3             | Hércules Alicante    | 1:1      | 0:2       |
| CD Eldense                | 2:2 (3:5 i. E.) | FC Elche             | 1:1      | 1:1       |
| Melilla CF                | 3:4             | CD Málaga            | 2:3      | 1:1       |
| CD Maspalomas             | 2:3             | CD Teneriffa         | 2:2      | 0:1       |
| CD Cala Millor            | 0:4             | CD Atlético Baleares | 0:1      | 0:3       |
| AD Ceuta                  | 1:3             | Deportivo Xerez      | 1:1      | 0:2       |
| CD Lugo                   | 3:2             | UD Salamanca         | 2:0      | 1:2       |
| Gimnástica de Torrelavega | 0:6             | Racing Santander     | 0:1      | 0:5       |
| CD Mirandés               | 2:7             | Real Burgos          | 1:2      | 1:5       |

- CE Sabadell erhielt ein Freilos.

## Dritte Hauptrunde
Die Hinspiele wurden am 2. November, die Rückspiele am 8. Dezember 1988 ausgetragen.
|                      | Gesamt |                     | Hinspiel | Rückspiel |
| -------------------- | ------ | ------------------- | -------- | --------- |
| RSD Alcalá           | 1:2    | FC Cartagena        | 1:0      | 0:2       |
| Arousa SC            | 3:0    | Hércules Alicante   | 1:0      | 2:0       |
| CD Atlético Baleares | 0:4    | Recreativo Huelva   | 0:1      | 0:3       |
| Real Ávila           | 2:4    | FC Elche            | 1:1      | 1:3       |
| FC Barcelona Atlétic | 2:3    | Racing Santander    | 1:2      | 1:1       |
| FC Córdoba           | 1:2    | Deportivo Xerez     | 0:2      | 1:0       |
| UE Figueres          | 2:4    | UE Lleida           | 1:2      | 1:2       |
| CD Leganés           | 1:7    | CD Málaga           | 1:1      | 0:6       |
| CD Lugo              | 2:3    | Sestao SC           | 1:2      | 1:1       |
| CE Sabadell          | 4:2    | Real Oviedo         | 2:0      | 2:2       |
| Real Sociedad B      | 6:7    | Deportivo La Coruña | 3:1      | 3:6       |
| Sporting Mahonés     | 3:5    | Real Burgos         | 3:1      | 0:4       |
| CD Teneriffa         | 3:2    | CD Castellón        | 2:0      | 1:2       |

- UD Las Palmas und RCD Mallorca erhielten ein Freilos.

## Runde der letzten 32
Die Hinspiele wurden am 25. Januar, die Rückspiele am 1. Februar 1989 ausgetragen.
|                     | Gesamt |                    | Hinspiel | Rückspiel |
| ------------------- | ------ | ------------------ | -------- | --------- |
| Arousa SC           | 0:2    | Real Sociedad      | 0:1      | 0:1       |
| Atlético Madrid     | 3:0    | UD Las Palmas      | 1:0      | 2:0       |
| Betis Sevilla       | 5:1    | CD Logroñés        | 5:1      | 0:0       |
| Real Burgos         | 1:3    | RCD Mallorca       | 1:1      | 0:2       |
| FC Cartagena        | 0:7    | FC Barcelona       | 0:3      | 0:4       |
| Deportivo La Coruña | 3:2    | CE Sabadell        | 3:1      | 0:1       |
| FC Elche            | 2:3    | Real Madrid        | 1:2      | 1:1       |
| Deportivo Xerez     | 3:6    | Celta Vigo         | 2:2      | 1:4       |
| UE Lleida           | 3:5    | FC Cádiz           | 1:3      | 2:2       |
| CD Málaga           | 0:1    | Espanyol Barcelona | 0:0      | 0:1       |
| CA Osasuna          | 2:1    | FC Sevilla         | 1:0      | 1:1       |
| Racing Santander    | 3:2    | FC Valencia        | 0:0      | 3:2       |
| Recreativo Huelva   | 5:4    | Real Murcia        | 3:1      | 2:3       |
| Sestao SC           | 0:1    | Athletic Bilbao    | 0:0      | 0:1       |
| CD Teneriffa        | 3:6    | Sporting Gijón     | 2:1      | 1:5       |
| Real Saragossa      | 1:2    | Real Valladolid    | 0:1      | 1:1       |

## Achtelfinale
Die Hinspiele wurden am 15. Februar, die Rückspiele am 22. Februar 1989 ausgetragen.
|                     | Gesamt          |                 | Hinspiel | Rückspiel |
| ------------------- | --------------- | --------------- | -------- | --------- |
| Athletic Bilbao     | 2:4             | Real Valladolid | 1:1      | 1:3       |
| FC Cádiz            | 2:2 (4:2 i. E.) | Betis Sevilla   | 0:0      | 2:2       |
| Celta Vigo          | 1:1 (4:3 i. E.) | CA Osasuna      | 1:0      | 0:1       |
| Deportivo La Coruña | 1:1 (3:1 i. E.) | Real Sociedad   | 0:0      | 1:1       |
| Espanyol Barcelona  | 0:3             | Atlético Madrid | 0:0      | 0:3       |
| Racing Santander    | 2:4             | FC Barcelona    | 0:1      | 2:3       |
| Recreativo Huelva   | 0:0 (3:5 i. E.) | RCD Mallorca    | 0:0      | 0:0       |
| Sporting Gijón      | 07:10           | Real Madrid     | 5:5      | 2:5       |

## Viertelfinale
Die Hinspiele wurden am 29. März, die Rückspiele am 12. April 1989 ausgetragen.
|                     | Gesamt          |                 | Hinspiel | Rückspiel |
| ------------------- | --------------- | --------------- | -------- | --------- |
| FC Barcelona        | 3:7             | Atlético Madrid | 3:3      | 0:4       |
| Deportivo La Coruña | 4:2             | RCD Mallorca    | 4:1      | 0:1       |
| Real Madrid         | 4:2             | Celta Vigo      | 4:1      | 0:1       |
| Real Valladolid     | 2:2 (4:3 i. E.) | FC Cádiz        | 2:1      | 0:1       |

## Halbfinale
Die Hinspiele wurden am 7. Juni, die Rückspiele am 21. Juni 1989 ausgetragen.
|                     | Gesamt |                 | Hinspiel | Rückspiel |
| ------------------- | ------ | --------------- | -------- | --------- |
| Atlético Madrid     | 0:3    | Real Madrid     | 0:2      | 0:1       |
| Deportivo La Coruña | 1:2    | Real Valladolid | 1:0      | 0:2       |

## Finale
| Real Madrid                                        | Real Madrid | Real Valladolid | Real Valladolid |
| -------------------------------------------------- | --- | --- | --------------- |
| Real Madrid                                        | \| 30. Juni 1989 in Madrid (Estadio Vicente Calderón) \| \| Ergebnis: 1:0 (1:0) \| \| Zuschauer: 60.000 \| \| Schiedsrichter: Victoriano Sánchez Arminio \|                                                                                 | \| 30. Juni 1989 in Madrid (Estadio Vicente Calderón) \| \| Ergebnis: 1:0 (1:0) \| \| Zuschauer: 60.000 \| \| Schiedsrichter: Victoriano Sánchez Arminio \|                                                                                    | Real Valladolid |
| Real Madrid                                        | Francisco Buyo – Chendo, Ricardo Gallego , Manolo Sanchís, Jesús Solana – Míchel, Bernd Schuster, Rafael Martín Vázquez (70. Miguel Tendillo), Rafael Gordillo – Emilio Butragueño, Hugo Sánchez Cheftrainer: Leo Beenhakker ( Niederlande) | Mauro Ravnić – Branko Miljuš, Albert Albesa, Gonzalo Arguiñano, Fernando Hierro, José Lemos – Luis Minguela , Ricardo Albis (77. Goyo Fonseca), Luis Miguel Damián – Janko Janković, Manuel Peña Cheftrainer: Vicente Cantatore ( Argentinien) | Real Valladolid |
| Real Madrid                                        | 1:0 Rafael Gordillo (5.) | | Real Valladolid |
| Real Madrid                                        | Emilio Butragueño (36.) | Fernando Hierro (50.) | Real Valladolid |
| 30. Juni 1989 in Madrid (Estadio Vicente Calderón) | | |                 |
| Ergebnis: 1:0 (1:0)                                | | |                 |
| Zuschauer: 60.000                                  | | |                 |
| Schiedsrichter: Victoriano Sánchez Arminio         | | |                 |